# Beytocan
Beytullah Güneri, mer känd som Beytocan, född 1 oktober 1955 i Silvan i Diyarbakır, död 12 september 2023 i Stockholm, var en kurdisk sångare och låtskrivare.

## Biografi
Beytocan, vars riktiga namn är Beytullah Güneri, föddes den 1 oktober 1955 i en familj av kurdiskt ursprung i Silvan-distriktet i provinsen Diyarbakır, beläget i sydöstra Turkiet.  
Han kom på artistnamnet Selami Şahin. På grund av de kurdisk-turkiska och politiska problemen i Turkiet på 1990-talet lämnade han Turkiet och bosatte sig i Sverige.
Beytocan hade släppt sitt första album. Men på grund av dessa problem såldes hans band i hemlighet. Han älskade kurderna med låtarna och albumen han släppte.
Beytocan opererade käken i Sverige.  I en intervju han gav efter operationen sa han att han knappt kunde dricka vatten, äta mat med svårighet och att när han ville skriva låtar kunde han inte skriva eftersom det gjorde ont i händerna.
Beytocan avled i Sverige den 12 september 2023, 67 år gammal. Hans kropp begravdes i Sverige.

## Diskografi
- 2001 - Axîna Te Nalîna Min
- 2001 - Bîst Û Yekê Adarê
- 2001 - Te Nadin Min
- 2011 - Etûna Dilê Min